# フライングハイ
『フライングハイ』（原題：Airplane!、別題：Flying High）は、1980年のアメリカ合衆国のコメディ映画。 脚本・監督はジム・エイブラハムズ、デヴィッド・ザッカー、ジェリー・ザッカー。

## 概要
全編ほぼパロディだけで構成されたコメディ映画『ケンタッキー・フライド・ムービー』の制作陣がメガホンをとり、『大空港』などの1970年代のパニック映画のパロディ作品として制作され、ロバート・ヘイズ 、ジュリー・ハガティ、レスリー・ニールセンらが出演した。特にニールセンに関してはコメディ作品に出演するきっかけとなった作品でもあり、後に同一スタッフが制作した『フライング・コップ 知能指数0分署』とその続編『裸の銃を持つ男』シリーズで主演を張ることとなる。
この映画の予算は約350万ドル（当時の日本円で約7億7000万円）だったが、北米で8345万ドル（約184億円）の大ヒットを飛ばした。
制作者たちは全米脚本家組合賞の最優秀脚色賞を受賞し、ゴールデングローブ賞 作品賞 (ミュージカル・コメディ部門)や 英国アカデミー賞脚本賞にもノミネートされた 。また、のちにアメリカン・フィルム・インスティチュートのアメリカ喜劇映画ベスト100の10位に選ばれ、ストライカーとルーマックの遣り取り「Surely you can't be serious.」「I am serious... and don't call me Shirley.」がアメリカ映画の名セリフベスト100で79位にランクイン。テレビ局Bravoの"100 Funniest Movies"で6位にランクインした。
スティーヴン・ジェイ・シュナイダーの『死ぬまでに観たい映画1001本』に掲載されている。

## あらすじ
元戦闘機パイロットのテッド・ストライカーは、心に傷を負った退役軍人で、現在はタクシー運転手をしている。飛行機に乗ることへの病的な恐怖と、「飲むことの問題」（口以外の場所に飲み物を飛び散らせてしまう）のせいで、テッドは責任ある仕事に就くことが出来ないでいる。彼の戦時中の恋人で、現在は客室乗務員をしているエレイン・ディキンソンは、ロサンゼルス発シカゴ行きの飛行機に搭乗する前に、彼との関係を断ち切る。テッドは自分のタクシーを乗り捨て、彼女と同じ便の航空券を購入して彼女を取り戻そうとする。2人の搭乗後もエレインは彼を拒否し続け、テッドは悲嘆にくれながら昔のことを想い出しつつ、誤って他の数人の乗客を自殺に追いやってしまう。
機内食が出された後、乗員全員と乗客数名が体調を崩してしまう。乗客のルーマック医師は、食事で提供された魚が食中毒を引き起こしたことを知る。乗員全員が使い物にならなくなったため、エレインはシカゴの管制塔に助けを求め、管制塔の監督官スティーブ・マクロスキーから、飛行機の自動操縦装置、即ち「オットー」と名付けられた空気で膨らます式の大きなダミーパイロットを起動するよう指示される。但し、その装置によってシカゴまでは到着出来るが、着陸は出来ない。エレインとルーマックはテッドが操縦するよう説得する。テッドが操縦していることを知ったマクロスキーは、テッドの元上官で現在は民間機のパイロットをしているレックス・クレイマーに連絡し、着陸手順についてテッドに指示するよう依頼する。クレイマーが指示を出し始めるとテッドは不安になり、戦争中のフラッシュバックに襲われ、一時的に操縦が出来なくなる。エレインとルマックはテッドに自信を付けさせ、彼は再び操縦出来るようになる。
飛行機がシカゴに近づくに連れて天候が悪化し、着陸はより困難になる。副操縦士の役割を務めるエレインの助けと管制塔からのレックスの指導により、車輪が折れたにも拘わらず、テッドは飛行機を無事に着陸させることが出来、乗客たちは軽傷で済んだ。救助車両が到着し、乗客を降ろすのを手伝う。テッドが勇気を示したことに感激したエレインは彼を抱きしめてキスし、2人の関係が再燃する。2人は「オットー」が飛行機を操縦し、自分の女性版を膨らませ、離陸するのを見守る。

## キャスト
| 役名                                     | 俳優                           | 日本語吹替                                                          |
| 役名                                     | 俳優                           | TBS版                                                               |
| ---------------------------------------- | ------------------------------ | ------------------------------------------------------------------- |
| テッド・ストライカー                     | ロバート・ヘイズ               | 野島昭生                                                            |
| エレイン・ディッキンソン                 | ジュリー・ハガティ             | 高島雅羅                                                            |
| ルーマック医師                           | レスリー・ニールセン           | 中村正                                                              |
| クラレンス・オーバー機長                 | ピーター・グレイブス           | 若山弦蔵                                                            |
| スティーヴ・マクロスキー管制官           | ロイド・ブリッジス             | 寺島幹夫                                                            |
| レックス・クレーマー機長                 | ロバート・スタック             | 小林清志                                                            |
| ランディ                                 | ローナ・パターソン             | 榊原良子                                                            |
| ジョニー・ヘンショー＝ジェイコブズ管制官 | スティーブン・スタッカー       | 池田勝                                                              |
| ロジャー・マードック副操縦士 / 本人      | カリーム・アブドゥル＝ジャバー | 玄田哲章                                                            |
| ヴィクター・バスタ                       | フランク・アシュモア           | 秋元羊介                                                            |
| ガンダーソン                             | ジョナサン・バンクス           | 玄田哲章                                                            |
| ポール・キャリー                         | クレイグ・ベレンソン           |                                                                     |
| 黒人英語を話す老婦人                     | バーバラ・ビリングスレー       | 鈴木れい子                                                          |
| ハメン夫人                               | リー・ブライアント             | 中川まり子                                                          |
| デイヴィス夫人                           | ジョイス・バリファント         | 山田栄子                                                            |
| ジョーイ                                 | ロス・ハリス                   | 山田栄子                                                            |
| クレーマー夫人                           | バーバラ・スチュアート         | 片岡富枝                                                            |
| 日本の将校                               | ジェームズ・ホン               |                                                                     |
| 黒人英語を話す乗客                       | アル・ホワイト                 |                                                                     |
| その他                                   |                                | 大山高男 広瀬正志 小滝進 島田敏 滝沢博子 花咲きよみ 高田由美 島香裕 |
|                                          |                                |                                                                     |
| 演出                                     |                                | 伊達渉                                                              |
| 翻訳                                     |                                | 木原たけし                                                          |
| プロデューサー                           |                                | 熊谷国雄                                                            |
| 解説                                     |                                | 荻昌弘                                                              |
| 制作                                     |                                | 東北新社 TBS                                                        |
| 初回放送                                 |                                | 1983年6月13日 『月曜ロードショー』 ※BD収録                          |

### カメオ出演
この映画には脚本・監督及びその家族が多数カメオ出演している。
- デヴィッド・ザッカー、ジェリー・ザッカー：ターミナルウィンドウを通して、飛行機をタクシー乗り場へ誘導してしまう2人の地上勤務員役。
- ジム・エイブラハムズ：熱心な宗教者役。エイブラハムズの母も、ルーマック医師の席の隣に最初座っていた女性役で出演。
- シャーロット・ザッカー（デヴィッドとジェリーの母）：飛行機の着陸音で目を覚ます女性役。
- スーザン・ブレスラウ（ザッカー兄弟の妹）：空港の搭乗券のチェックをする女性職員役。
- エセル・マーマン：最後に出てくる兵士役。
- モーリン・マクガヴァン（英語版）（日本語吹替：片岡富枝）：シスター・アンジェリーナ役（『エアポート'75』に登場するシスター・ルースのパロディ）。
- ジミー・ウォーカー（英語版）：着陸前の飛行機のフードの上に乗ってオイルチェックをした整備士役。
- ハワード・ジャービス（英語版）：映画の冒頭とラストに登場するタクシー乗客役。『California Proposition 13』の著者で財産税の改革論者として有名。